# Микронезийские игры
Микронезийские игры (англ. Micronesia Games или MicroGames) — региональные комплексные спортивные соревнования среди атлетов Микронезии, проводящиеся раз в 4 года под управлением Совета Микронезийских игр (англ. Micronesian Games Council, сокр. MGC).

## История

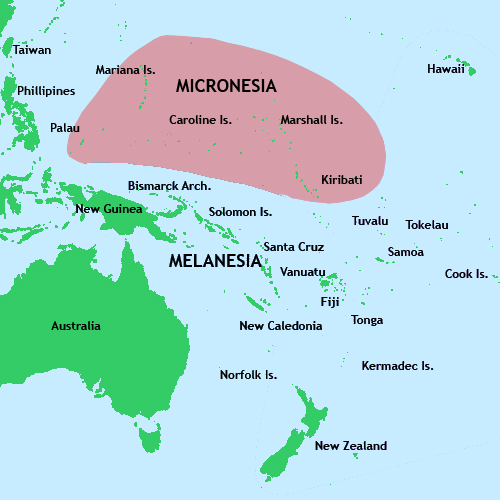
Микронезия

Идея проведения спортивных игр региона была предложена на 3-м Конгрессе Микронезии. Первые Микронезийские игры были проведены с 4 по 12 июля 1969 года в Сайпане (Северные Марианские острова) с участием спортсменов, представлявших подопечную территорию Тихоокеанские острова (Маршалловы острова, Понапе, Трук, Яп, Северные Марианские острова, Палау). В программу игр входили: баскетбол, бейсбол, ва’а (гребля на каноэ с балансиром), волейбол, лёгкая атлетика, настольный теннис, теннис, а также микронезийское многоборье (включает традиционные прикладные виды островов региона — лазание по кокосовым пальмам, шелушение кокосовых орехов, метание копий, плавание и дайвинг).
Следующие игры состоялись только спустя 21 год и также в Сайпане. Кроме сборных, участвовавших в играх 1969 года, в число участников добавились Гуам и Косраэ. Периодичность проведения установлена раз в четырёхлетие. С 1994 в играх участвует Науру, с 1998 — Кирибати (обе — с перерывами). В 1998 и 2018 число участвовавших государств и территорий составляло максимальное число — 10. Каждый штат Федеративных Штатов Микронезии выступает отдельно. В 1990 году был создан Совет Микронезийских игр, ставший координирующей и организующей структурой по проведению игр и, в целом, по развитию спорта в странах Микронезии.      
По состоянию на 2018 год состоялось 9 Микронезийских игр. Максимальное количество видов спорта включали Игры 2006 года — 15. Максимальное число спортсменов приняло участие в Играх 1998 — свыше 1900.

## Игры Микронезии
| Игры | Год  | Город            | Страна                      | Даты                   | Видов спорта | Команд |
| ---- | ---- | ---------------- | --------------------------- | ---------------------- | ------------ | ------ |
| I    | 1969 | Сайпан           | Северные Марианские острова | 4—12 июля 1969         | 9            | 6      |
| II   | 1990 | Сайпан           | Северные Марианские острова | 7—15 июля 1990         | 9            | 8      |
| III  | 1994 | Аганья           | Гуам                        | 26 марта—2 апреля 1994 | 13           | 9      |
| IV   | 1998 | Корор            | Палау                       | 1—9 августа 1998       | 13           | 10     |
| V    | 2002 | Паликир          | ФШМ/Понпеи                  | 21—30 июля 2002        | 12           | 9      |
| VI   | 2006 | Сайпан           | Северные Марианские Острова | 23 июня—4 июля 2006    | 15           | 9      |
| VII  | 2010 | Корор            | Палау                       | 1—10 августа 2010      | 14           | 8      |
| VIII | 2014 | Колониа (Понпеи) | ФШМ/Понпеи                  | 20—29 июля 2014        | 14           | 8      |
| IX   | 2018 | Колониа (Яп)     | ФШМ/Яп                      | 15—28 июля 2018        | 13           | 10     |
| X    | 2024 | Маджуро          | Маршалловы Острова          | 2024                   |              |        |
| XI   | 2026 | Науру            | Науру                       | 2026                   |              |        |

## Участницы (страны и территории)
|                             | 1969 | 1990 | 1994 | 1998 | 2002 | 2006 | 2010 | 2014 | 2018 |
| Гуам                        |      | Х    | Х    | Х    | Х    | Х    | Х    | Х    | Х    |
| Кирибати                    |      |      |      | Х    | Х    | Х    |      |      | Х    |
| Косраэ                      |      | Х    | Х    | Х    | Х    | Х    | Х    | Х    | Х    |
| Маршалловы Острова          | Х    | Х    | Х    | Х    | Х    | Х    | Х    | Х    | Х    |
| Науру                       |      |      | Х    | Х    |      |      |      |      | Х    |
| Палау                       | Х    | Х    | Х    | Х    | Х    | Х    | Х    | Х    | Х    |
| Понпеи                      | Х    | Х    | Х    | Х    | Х    | Х    | Х    | Х    | Х    |
| Северные Марианские Острова | Х    | Х    | Х    | Х    | Х    | Х    | Х    | Х    | Х    |
| Чуук                        | Х    | Х    | Х    | Х    | Х    | Х    | Х    | Х    | Х    |
| Яп                          | Х    | Х    | Х    | Х    | Х    | Х    | Х    | Х    | Х    |

Штаты Федеративных Штатов Микронезии (Косраэ, Понпеи, Чуук и Яп) в соревнованиях выступают отдельно.

## Таблица медалей
В приведённой таблице указано количество вручённых медалей за всю историю Микронезийских игр.
| Страна                      | Золото | Серебро | Бронза | Всего |
| Палау                       | 378    | 378     | 280    | 1036  |
| Гуам                        | 275    | 178     | 139    | 592   |
| Северные Марианские Острова | 189    | 212     | 162    | 563   |
| Маршалловы Острова          | 125    | 98      | 119    | 342   |
| Понпеи                      | 122    | 172     | 158    | 452   |
| Яп                          | 53     | 68      | 69     | 190   |
| Науру                       | 52     | 18      | 20     | 90    |
| Чуук                        | 38     | 45      | 72     | 155   |
| Косраэ                      | 14     | 14      | 40     | 68    |
| Кирибати                    | 8      | 19      | 15     | 42    |

## Виды спорта
|                           | 1969 | 1990 | 1994 | 1996 | 2002 | 2006 | 2010 | 2014 | 2018 | Примечание                                                                                  |
| Баскетбол                 | Х    | Х    | Х    | Х    | Х    | Х    | Х    | Х    | Х    | с 1994 — мужчины и женщины                                                                  |
| Бейсбол                   | Х    | Х    | Х    | Х    | Х    | Х    | Х    | Х    | Х    | только мужчины                                                                              |
| Борьба                    |      |      | Х    | Х    | Х    | Х    | Х    | Х    | Х    | 1994 — вольная борьба (с 1998 — мужчины и женщины), с 1998 — вольная и греко-римская борьба |
| Гребля на Ва’а            | Х    | Х    | Х    | Х    | Х    | Х    | Х    | Х    | Х    | с 1994 — мужчины и женщины                                                                  |
| Волейбол                  | Х    | Х    | Х    | Х    | Х    | Х    | Х    | Х    | Х    | мужчины и женщины                                                                           |
| Гольф                     |      |      |      |      |      | Х    |      |      |      | только мужчины                                                                              |
| Лёгкая атлетика           | Х    | Х    | Х    | Х    | Х    | Х    | Х    | Х    | Х    | мужчины и женщины                                                                           |
| Микронезийское многоборье | Х    | Х    | Х    | Х    | Х    | Х    | Х    | Х    | Х    | с 1994 — мужчины и женщины                                                                  |
| Плавание                  | Х    | Х    | Х    | Х    | Х    | Х    | Х    | Х    | Х    | мужчины и женщины                                                                           |
| Пляжный волейбол          |      |      |      |      |      | Х    |      |      | Х    | с 2018 — мужчины и женщины                                                                  |
| Подводная охота           |      |      | Х    | Х    | Х    | Х    | Х    | Х    | Х    | только мужчины                                                                              |
| Софтбол                   |      |      | Х    | Х    | Х    | Х    | Х    | Х    |      | мужчины и женщины                                                                           |
| Теннис                    | Х    | Х    | Х    | Х    | Х    | Х    | Х    | Х    |      | с 1994 — мужчины и женщины                                                                  |
| Теннис настольный         | Х    | Х    | Х    | Х    |      | Х    | Х    | Х    | Х    | с 1994 — мужчины и женщины                                                                  |
| Триатлон                  |      |      |      |      |      | Х    | Х    |      |      | мужчины и женщины                                                                           |
| Тяжёлая атлетика          |      |      | Х    | Х    | Х    |      | Х    | Х    | Х    | с 1998 — мужчины и женщины                                                                  |
| Футбол                    |      |      |      |      |      |      |      | Х    | Х    | только мужчины                                                                              |

Программа Игр 2018 года включала соревнования по 13 видам спорта: баскетболу (2 комплекта наград), бейсболу (1), борьбе (28), Ва’а (6), волейболу (2), лёгкой атлетике (37), микронезийскому многоборью (2), плаванию на открытой воде (5), пляжному волейболу (2), подводной охоте (2), настольному теннису (7), тяжёлой атлетике (36), футболу (1). Был разыгран 131 комплект наград.